# ナホム
ナホム（Nahum）は『旧約聖書』「ナホム書」に登場する預言者である。「ナホム」とは「慰める者」を意味する。
なお、イエスの系図に登場する人物は全くの別人である。

## 人物
ナホムは伝統的に「ナホム書」の著者とされる。優秀な預言者であり、詩人でもあった。「エルコシュ人」とあるので出身はエルコシュであると思われるが、ナホム自身については詳しいことがほとんど分かっていない。エルコシュについてもユダ領内であったということしか詳しいことは言えない。

## 預言
彼の預言の主題はニネベに対する神の宣告とアッシリア支配の排除であった。ニネベが陥落することを厳しく語り、しばしば「ヨナ書」と対比される。